# Steele Creek (Alaska)
Steele Creek ist ein Ort und ein census-designated place (CDP) im Fairbanks North Star Borough in Alaska in den Vereinigten Staaten. Das U.S. Census Bureau hatte bei der Volkszählung 2020 eine Einwohnerzahl von 6437 ermittelt.

## Geographie
Steele Creek ist ein nordöstlicher Vorort von Fairbanks in Zentral-Alaska. Das CDP hat eine Längsausdehnung in WSW-ONO-Richtung von 27 km sowie eine maximale Breite von etwa 14 km. Das CDP-Gebiet erstreckt sich über das Hügelland nordöstlich von Fairbanks. Es wird im Norden vom Gilmore Creek begrenzt, im Südosten vom Little Chena River. Der Steese Highway (Alaska Route 2) verläuft entlang der westlichen CDP-Grenze von Fairbanks nach Fox. Das CDP-Gebiet ist im Westen und im Süden besiedelt. Im Norden liegt größtenteils außerhalb der Steele Creek CDP die Fort Knox Mine, die größte Goldmine in Alaska, und ein wichtiger Arbeitgeber und Wirtschaftsfaktor in der Region. Eine wichtige Hauptstraße im Steele Creek CDP ist die „Chena Hot Springs Road“. Diese zweigt vom Richardson Highway ab und verläuft in annähernd östlicher Richtung durch den Süden des CDP-Gebietes. Sie führt weiter Richtung Osten nach Two Rivers und Pleasant Valley. Richtung Süden zweigt eine Straße nach Badger ab.
Das Steele Creek CDP grenzt im Südwesten an die City of Fairbanks, im Westen an das Farmers Loop CDP, im Nordwesten an das Fox CDP, im Südosten an das Two Rivers CDP sowie im zentralen Süden an das Badger CDP.

## Geschichte
2010 erschien Steele Creek erstmals beim Zensus als ein census-designated place mit 6662 Einwohnern. Namengebend ist der 13 km lange Bach Steele Creek, der den westlichen Teil des CDP-Gebietes in südlicher Richtung durchquert und später in den Chena River mündet.

## Demografie
Zum Zeitpunkt der Volkszählung im Jahre 2020 (U.S. Census 2020) hatte Steele Creek 6437 Einwohner auf einer Landfläche von 240,59 km². Von den Einwohnern waren 5066 Weiße, 60 Afroamerikaner, 328 amerikanisch-indianischer Abstammung sowie 106 Asiaten.